# Wladyslaw Malychin
Wladyslaw Oleksijowytsch Malychin (ukrainisch Владислав Олексійович Малихін; englisch Vladyslav Malykhin; * 15. Januar 1998 in Schostka) ist ein ukrainischer Stabhochspringer.

## Karriere
Erste internationale Erfahrungen sammelte Wladyslaw Malychin im Jahr 2014, als er bei den Olympischen Jugendspielen in Nanjing mit übersprungenen 4,65 m den siebten Platz belegte. Im Jahr darauf gewann er bei den Jugendweltmeisterschaften im kolumbianischen Cali mit einer Marke von 5,30 m im zweiten Versuch hinter dem Schweden Armand Duplantis die Silbermedaill, der die gleiche Höhe auf Anhieb meisterte. 2016 wurde er bei den U20-Weltmeisterschaften in Bydgoszcz mit 5,30 m Achter und bei den Leichtathletik-U20-Europameisterschaften 2017 in Grosseto erreichte er das Finale, brachte dort aber keinen gültigen Sprung zustande. Daraufhin nahm er an der Sommer-Universiade in Taipeh teil und schied auch dort ohne eine Höhe in der Qualifikation aus. 2018 schied er dann bei den Europameisterschaften in Berlin mit einer Höhe von 5,51 m in der Qualifikation aus. 
Nach Ablauf seiner Dopingsperre gewann er 2021 bei den Balkan-Hallenmeisterschaften in Istanbul mit 5,50 m die Silbermedaille. 2023 wurde er bei der 2. Liga der Team-Europameisterschaft im Rahmen der Europaspiele in Chorzów mit 5,40 m Erster und anschließend siegte er mit 5,50 m bei den Balkan-Meisterschaften in Kraljevo. Anschließend schied er bei den Weltmeisterschaften in Budapest mit 5,35 m in der Qualifikationsrunde aus. Im Jahr darauf verpasste er bei den Europameisterschaften in Rom mit 5,45 m den Finaleinzug und 2025 gewann er bei den Balkan-Meisterschaften in Volos mit 5,55 md ie Bronzemedaille hinter den Griechen Emmanouil Karalis und Ioannis Rizos.
In den Jahren 2023 und 2025 wurde Malychin ukrainischer Meister im Stabhochsprung im Freien sowie 2017 und 2018 in der Halle.

### Doping
Wegen Dopings war Malychin vom 1. November 2018 bis 7. August 2020 gesperrt.